# Ted Williams
Theodore Samuel "Ted" Williams (San Diego, 30 de agosto de 1918 — Inverness, 5 de julho de 2002) foi um jogador profissional de beisebol. Ele atuou em dois períodos distintos da MLB, sempre defendendo a equipe do Boston Red Sox. Williams foi eleito para o Baseball Hall of Fame em 1966, ganhou duas vezes a Tríplice Coroa do beisebol e participou do All-Star em 19 ocasiões.

## Carreira no beisebol
Ao longo de sua carreira, Ted Williams sempre desejou que quando as pessoas o vissem na rua dissessem - "La vai Ted Williams, o melhor rebatedor que já existiu".
Seu interesse pelo beisebol vem desde a sua infância. O jogador começou sua carreira nas ligas menores atuando nas equipes de San Diego e Minneapolis. Logo chamou a atenção de Eddie Collins, então dono do Red Sox, acabando por ser contratado em 1939. Seu desempenho inicial não foi muito bom, o que acabou causando uma negatividade de sua imagem junto aos fãs. Por esse motivo o atleta jamais tirou seu boné em saudação aos torcedores, fato que acabou correndo apenas em 1991 durante uma homenagem.
Em 1941, Williams teve a chance de conseguir um aproveitamento de 40% no bastão. No último jogo da temporada sua média de rebatidas estava em 39,5%, ele poderia descansar, mas preferiu jogar. Após um home run ele alcançou a marca de 40,6% de aproveitamento no bastão, desde então nenhum jogador chegou aos 40% até hoje. Entre os anos de 1943 e 1945 Williams não jogou pelo Red Sox pois optou por servir seu país na Segunda Guerra Mundial.
Ted Williams encerrou sua carreira como um dos maiores jogadores de todos os tempos. Entre suas principais conquistas pessoais estão duas tríplices coroas, dois prêmios de MVP e 19 seleções para o All-Star Game. Quando se aposentou Williams era o terceiro jogador que mais havia conseguido home runs, além do sétimo em corridas impulsionadas e média de rebatidas.

## Pós-carreira

O número 9 aposentado

Após sua aposentadoria, Ted Williams passou a ajudar Carl Yastrzemski em suas rebatidas. Depois disso virou gerente do Washington Senators e continuou com a equipe em 1971 quando eles mudaram seu nome para Texas Rangers. Sua melhor temporada como mandatário foi em 1969 quando foi eleito "Gestor do Ano". Em 18 de novembro de 1991, Ted Williams foi presenteado com a Medalha Presidencial da Liberdade pelo presidente George W. Bush.
Umas das aparições públicas mais memoráveis de Williams foi no All-Star Game de 1999, em Boston. Capaz de andar apenas curtas distâncias, Williams foi levado ao monte do arremessador em um carrinho de golfe. Ele orgulhosamente acenou para uma multidão (gesto que ele nunca tinha feito como jogador pelo fato de que no início de carreira não teve um grande desempenho e assim não era bem visto pelos torcedores). Fãs responderam com uma ovação de pé que durou alguns minutos. No monte do arremessador ele foi cercado por jogadores de ambas as equipas, incluindo o companheiro de Red Sox Nomar Garciaparra.

## Honras

### Premiações
- 19× All-Star (1940, 1941, 1942, 1946, 1947, 1948, 1949, 1950, 1951, 1953, 1954, 1955, 1956, 1957, 1958, 1959, 1959², 1960, 1960²)
- 2× MVP da liga americana (1946, 1949)
- 2× Triple Crown (1942, 1947)
- 6× Melhor rebatedor da conferência (1941, 1942, 1947, 1948, 1957, 1958)
- 4× Mais home run na conferência (1941, 1942, 1947, 1949)
- 4× Mais corridas impulsionadas na conferência (1939, 1942, 1947, 1949)
- Camisa número #9 aposentada pelo Boston Red Sox

### Reconhecimentos
- líder histórico da MLB em porcentagem de chegada em base.